# BayArena
De BayArena is een voetbalstadion in het Duitse Leverkusen. Sinds 1958 is het de thuisbasis van Bundesliga-club Bayer Leverkusen.
Oorspronkelijk droeg het stadion de naam Ulrich-Haberland-Stadion, genoemd naar een voormalig voorzitter van Bayer AG, een chemieconcern en tevens oprichter van de club. De capaciteit bedroeg oorspronkelijk 20.000 zitplaatsen. In 1986 werd het stadion gerenoveerd en omgebouwd tot een moderne sportfaciliteit. Het proces verliep zeer langzaam, doordat steeds een klein stuk van het stadion aan bod kwam. Op deze manier werd de overlast beperkt, maar duurde het wel tot 1997 voor het proces voltooid was. Op dat moment bedroeg de capaciteit 22.500 plaatsen. In 1998 werd het stadion hernoemd tot BayArena.
In 1999 werd er een hotel aan het complex gebouwd. Sommige kamers hebben, net zoals het restaurant, uitzicht op het veld.
De gemeente Leverkusen bood zich aan als gaststad voor het WK voetbal 2006, waarvoor de BayArena zou worden uitgebreid tot 40.000 plaatsen. Dit bleek echter niet praktisch te zijn – het zou betekenen dat op normale wedstrijddagen het stadion halfvol zou zitten – en de gemeente trok zich terug. In plaats daarvan werd afgesproken dat het Duitse nationale elftal de BayArena zou gebruiken als trainingsfaciliteit tijdens het WK. Jürgen Klinsmann, toenmalig coach van Die Mannschaft, prefereerde echter Berlijn boven Leverkusen. Als vergoeding zal de BayArena het toneel zijn van twee internationale wedstrijden.
In 2009 werd het stadion uitgebreid met een tweede ring, waardoor de capaciteit werd vergroot naar 30.210 plaatsen.
| 1 | 18 december 1991 | Duitsland – Luxemburg     | 4 – 0 | Kwalificatie EK 1992 | 20.395 |
| 2 | 8 oktober 1995   | Duitsland – Moldavië      | 6 – 1 | Kwalificatie EK 1996 | 18.400 |
| 3 | 4 juni 1999      | Duitsland – Moldavië      | 6 – 1 | Kwalificatie EK 2000 | 21.000 |
| 4 | 24 maart 2001    | Duitsland – Albanië       | 2 – 1 | Kwalificatie WK 2002 | 22.500 |
| 5 | 18 mei 2002      | Duitsland – Oostenrijk    | 6 – 2 | Vriendschappelijk    | 21.500 |
| 6 | 30 mei 2006      | Duitsland – Japan         | 2 – 2 | Vriendschappelijk    | 22.500 |
| 7 | 5 september 2009 | Duitsland – Zuid-Afrika   | 2 – 0 | Vriendschappelijk    | 29.569 |
| 8 | 8 juni 2018      | Duitsland – Saoedi-Arabië | 2 – 1 | Vriendschappelijk    | 30.210 |
| 9 | 20 november 2023 | Oekraïne – Italië         | 0 – 0 | Kwalificatie EK 2024 | 26.403 |